# Toulouse Spacer's
Il Toulouse Spacer's è stata una società cestistica avente sede a Tolosa, in Francia. 

## Storia
Il club venne fondato come Racing Club Municipal de Toulouse partecipando per dodici anni massimo campionato francese al ottenendo un bilancio di 91 vittorie, 7 pareggi e 102 sconfitte, in 200 gare giocate. In quegli anni il maggior successo fu la finale della Coppa di Francia 1962 persa contro il Paris Université Club e il raggiungimento della fase finale della Nationale 1961-1962.
Nel 1995 assunse la denominazione di Toulouse Spacer's con riferimento all'Airbus che ha sede proprio a Tolosa, giocando nel campionato francese fino al 1999 quando scomparve per problemi economici.